# Northrop Grumman T-X
Die Northrop Grumman T-X (auch Scaled Composites Model 400) ist der Prototyp eines Überschall-Schulflugzeugs. Mit dem Flugzeug beteiligte sich Northrop Grumman am T-X-Programm der US Air Force, bei dem ein Nachfolger für die T-38 Talon gesucht wurde.
Seit 1960er Jahren setzt die US Air Force die T-38 Talon für die Pilotenausbildung ein. Da nach über 50 Jahren für diese, trotz Modernisierungen, das Ende ihre Dienstzeit absehbar ist, startete das Air Education and Training Command (AETC) 2003 die Beschaffung eines Nachfolgemusters. Northrop ging 2014 zunächst mit BAE Systems, L-3 Communications und Rolls-Royce eine Partnerschaft ein, um die Hawk T2/128 an die Anforderungen der US Air Force anzupassen. Mit einem ähnlichen Konzept war McDonnell Douglas in den 1980er Jahren bereits erfolgreich, als man die Hawk 60 für die US Navy anpasste, woraus die T-45 Goshawk hervorging. Allerdings verwarf Northrop 2015 das Konzept wieder und entschied sich, ein komplett eigenes Modell für das T-X-Programm zu entwickeln.
Am 19. August 2016 stellte Northrop Grumman den Prototyp auf dem Mojave Airport vor. Der von der Tochtergesellschaft Scaled Composites entwickelte und gebaute Prototyp (Kennzeichen N400NT) flog am 26. August 2016 zum ersten Mal. Das Flugzeug weist optisch einige Ähnlichkeit zur T-38 Talon auf, ist allerdings als einstrahlige Maschine ausgelegt. Dabei wurde das Mantelstromtriebwerk General Electric F404-102D eingebaut, das bereits für die T-50 Golden Eagle verwendet wird. Im September 2018 gab das US-Verteidigungsministerium bekannt, sich für das Konkurrenzprodukt von Boeing/SAAB entschieden zu haben.